# Comic Earth Star
Comic Earth Star (コミック アース・スター, Komikku Āsu Sutā) est un magazine japonais mensuel de prépublication de mangas de type shōnen édité par Earth Star Entertainment à partir de mars 2011. Le magazine annonce en novembre 2014 que la version imprimée cesse de paraître, remplacée par un magazine en ligne.